# 1111 Reinmuthia
1111 Reinmuthia là một tiểu hành tinh vành đai chính bay quanh Mặt Trời. Nó được phát hiện bởi Karl Wilhelm Reinmuth ngày 11 tháng 2 năm 1927 ở Heidelberg, Đức. Tên ban đầu của nó là 1927 CO. Nó được đặt theo tên của its discoverer, who had discovered more than 380 now numbered minor planets.